# Almazul
Almazul est une commune espagnole située dans province de Soria en Castille-et-León. Son nom provient de l’arabe al Mahsul et fait référence au mouvement de l’eau de la rivière Henar qui prend sa source dans la commune.

## Personnalités
- Emiliano Antonio Cisneros Martínez O.A.R. (né en 1945 à Almazul), évêque espagnol au Pérou